# Juno (rakieta)
Juno – rodzina czterostopniowych amerykańskich rakiet nośnych służąca do wynoszenia w kosmos pierwszych amerykańskich urządzeń (m.in. wynosiła sztuczne satelity z serii Explorer). Rakiety Juno zbudowano ze zmodyfikowanych pocisków IRBM Redstone. W skład rodziny Juno wchodziły rakiety:
- Juno I
- Juno II